# 프리다 구스타프손
프리다 구스타브손(Frida Gustavsson, 1993년 6월 6일 - )은 스웨덴의 모델, 배우이다. 2012년 9월 Models.com에서 실시한 세계 50위권 모델에서 모니카 야가치아크와 함께 나란히 17위에 올랐다.

## 경력
프리다 구스타브손은 2008년부터 모델 일을 시작하였는데, 프랑스 파리의 발렌티노 오트쿠튀르 가을 쇼를 통해 데뷔하였다.
이후 프리다 구스타브손은 루이비통, 샤넬, 랑방, 캐롤리나 헤레라, 펜디, 크리스티앙 디오르, 질 샌더, 알렉산더 맥퀸, 안나 수이, 마크 제이콥스, 마이클코어스, 캘빈 클라인, 오스카 드 라 렌타, 에밀리오 푸치, 셀린느, 에르메스, 장 폴 고티에, 돌체앤가바나, 지방시, 이브 생 로랑, 랄프 로렌, 블루마린, 베르사체 등에서 주최한 런웨이 무대에 섰다. 2012년에는 빅토리아 시크릿 패션 쇼에도 섰다.
2010년 봄, 프리다 구스타브손은 카시아 스트러스, 리우 웬, 콘스탄스 자블론스키와 함께 나란히 가장 유명한 4대 모델 가운데 한 사람으로 뽑혔다.
그녀는 또한 엘르, W, 누메로, 보그(미국, 이탈리아, 프랑스, 영국, 독일, 일본), 로피시엘, 크래쉬 등의 잡지 모델로도 활동하고 있다. 2010년 3월에는 독일판 보그 잡지의 표지 모델로 등장하였다.
2011년 엘르 스웨덴 올해의 모델상을 수상하였다.